# Michael Schmid (Politiker, 1945)
Michael Schmid (* 7. Juni 1945 in Mühldorf am Inn in Bayern) ist ein österreichischer Architekt und Politiker des BZÖ (früher FPÖ). Im Jahr 2000 war er Bundesminister für Verkehr, Innovation und Technologie.

## Leben
Michael Schmid ging in der West-Steiermark sowie in St. Paul im Lavanttal in Kärnten in die Schule. Nach einem Studium der Architektur an der Technischen Universität Graz, das er als Diplomingenieur abschloss, arbeitete er zunächst als technischer Angestellter in einem Architekturbüro und ab 1979 als selbständiger Architekt. 
Im Jahr 1989 begann er seine politische Laufbahn. Ohne zuvor ein politisches Amt bekleidet zu haben, wurde er direkt zum steirischen Landesparteichef der FPÖ bestellt. Schmid schaffte es, die als zerstritten geltende steirische Parteigruppe zumindest nach außen hin zu einen. Dies brachte ihm in der Partei Respekt, sodass er schnell auch auf bundespolitischer Ebene in der FPÖ Karriere machte. Schon 1990 wurde er Stellvertreter des damaligen Parteichefs Jörg Haider. Im selben Jahr zog er in den Nationalrat ein, verließ diesen allerdings schon 1991 wieder und wurde erster FPÖ-Vertreter in der Steiermärkischen Landesregierung (Ressorts: unter anderem Wohnbau, Baurecht, Örtliche Raumplanung).
Im Jahr 2000 wurde Schmid zum Infrastrukturminister im ersten Kabinett Schüssel bestellt. Seine Nachfolge als steirischer Landesrat trat Magda Bleckmann an. Er trat bereits im November 2000 als Infrastrukturminister zurück. Ihm folgte Monika Forstinger nach.
Zur selben Zeit trat er auch als steirischer FPÖ-Chef zurück. Für beide Entscheidungen waren innerparteiliche Streitigkeiten vor allem in der steirischen Sektion der FPÖ verantwortlich. Erst konnte sich die steirische Landesgruppe nur schwer auf einen Spitzenkandidaten für die die Landtagswahl 2000 einigen, danach endete die Wahl auch noch mit schweren Verlusten für die FPÖ, für die Schmid die volle Verantwortung übernahm.
In seine kurze Amtszeit als Verkehrsminister fielen gleich mehrere unpopuläre Ereignisse. Anrainer der Tiroler Transitrouten demonstrierten und setzten Schmid wegen des steigenden Transit-Verkehrsaufkommens durch ihr Bundesland unter Druck. Schmid konnte keine nachhaltige Lösung ausarbeiten und scheiterte im EU-Ministerrat mit mehreren Vorschlägen zur Entspannung der Situation. Weiters wurde Österreich in Schmids Amtszeit vom Europäischen Gerichtshof für die LKW-Maut am Brennerpass verurteilt, die ÖBB-Angestellten streikten erstmals seit 35 Jahren und Schmid lieferte sich wegen des Semmeringbasistunnels öffentliche Wortgefechte mit Erwin Pröll, dem Landeshauptmann Niederösterreichs. Per Weisung ließ Schmid einmal sogar die Arbeiten an der Baustelle für den Tunnel stoppen. 
Im Jahr 2001 trat er nach einer längeren öffentlichen Auseinandersetzung um seine Ministerpension aus der FPÖ aus. Die Partei hatte von ihm verlangt, auf die Pension zu verzichten, und ihm mit Parteiausschluss gedroht. 
Ab 2003 war Schmid wieder als Berater seines persönlichen Freundes Jörg Haider aktiv. Dieser überredete ihn dazu, im Jahr 2005 wieder in die steirische Landespolitik zurückzukehren, diesmal für die neu gegründete Partei BZÖ als Spitzenkandidat für die steirischen Landtagswahlen. Mit nur 1,72 Prozent der Stimmen verfehlte das BZÖ den Einzug in den Landtag bei weitem. Schmid war dann als politischer Berater beim BZÖ tätig.